# Согласие (Калужская область)
Согласие — деревня в Медынском районе Калужской области Российской Федерации. Входит в сельское поселение «Деревня Варваровка».
Расположено на реке Дынка.
Рядом — деревни Хвощи и Пирово.
Согласие —  в старообрядчестве название центров беспоповства и поповства.

## Население
| 2002 | 2010 |
| ---- | ---- |
| 8    | ↘6   |

## История
В 1782 году на месте деревни располагалась пустошь Издемерева, принадлежавшая Петру Ивановичу Чичерину.
Образована в 1920-х годах.